# Blacus fischeri
Blacus fischeri är en stekelart som beskrevs av Haeselbarth 1973. Blacus fischeri ingår i släktet Blacus och familjen bracksteklar. Inga underarter finns listade.